# Maestro dello sport
Maestro dello sport è un titolo riconosciuto per meriti sportivi in Italia. Analoghe onorificenze esistevano in Paesi afferenti al blocco comunista come Unione Sovietica (мастер спорта СССР), Repubblica Democratica Tedesca (Meister des Sports), Romania (Maestru al sportului), Polonia. Attualmente esiste ancora nella Federazione Russa. 

## In Italia
Il titolo di Maestro dello sport  è stato istituito in Italia inizialmente dal CONI come diploma di alta specializzazione nelle discipline sportive. Il Comitato olimpico nazionale italiano aveva istituito nel 1966 la Scuola Centrale dello Sport per formare una nuova selezione d’istruttori. Per l'ammissione occorreva il diploma d’istruzione superiore. Gli ammessi ai corsi, triennali, frequentavano 22 materie teorico-scientifiche e 2 teorico-pratiche triennali. Al termine conseguivano il titolo accademico di Maestro dello sport con l'indicazione della disciplina sportiva in cui erano specializzati. 
Fino al 1975, anno di chiusura, diplomò 231 "Maestri", che furono inseriti nell'organico del CONI e delle federazioni sportive nazionali, "acquisendo anche, nel tempo, incarichi dirigenziali e tecnici di grande rilevanza".. L'ex segretario generale del CONI Roberto Fabbricini è uno dei 231 maestri dello sport.
Oggi è rimasto un titolo riconosciuto per meriti sportivi.

## In Russia

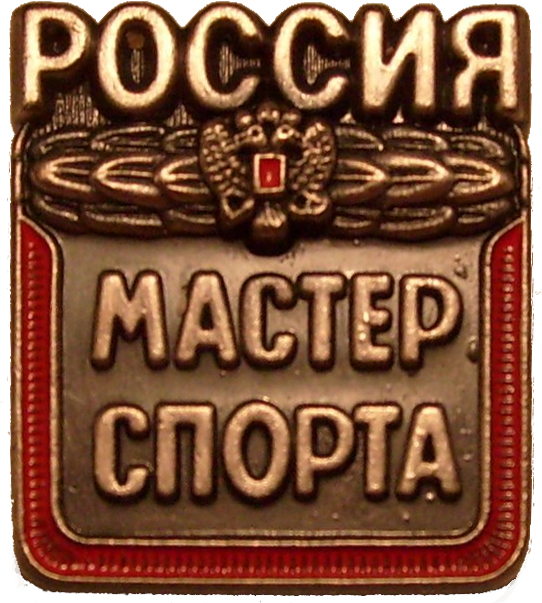
Spilla russa di Maestro dello sport

"Maestro dello sport della Russia" (in russo Мастер спорта России?) è un'onorificenza sportiva della Federazione Russa, di rango superiore a Candidato maestro dello sport, ed inferiore a Maestro dello sport della Russia classe internazionale e Maestro benemerito dello sport.
È l'equivalente della precedente onorificenza di "Maestro dello sport dell'Unione Sovietica".